# Färg (kortspel)

De fyra färgerna i en vanlig kortlek. Överst: spader, hjärter. Underst: ruter, klöver

Färg eller svit är en kortspelsterm.
Färg (eng. suit) är en av de två egenskaper som tillsammans entydigt bestämmer ett korts identitet i en vanlig fransk-engelsk kortlek. Den andra egenskapen är valör. 
De fyra färgerna i denna kortlek, med respektive svitmärke inom parentes, är: spader (♠), hjärter (♥), ruter (♦) och klöver (♣). Denna uppräkning är också färgernas rangordning vid bland annat budgivningen i bridge, från högsta till lägsta. Andra sätt att rangordna färgerna förekommer. I de allra flesta kortspel är dock färgerna likvärdiga. Parallellfärgen till en färg är den andra färgen av samma kulör. Normalt är kulörerna rött (hjärter, ruter) och svart (spader, klöver), men det finns även fyrfärgskortlekar, i vilka varje färg har en egen kulör.
En uppdelning på skilda färger eller sviter kännetecknade med specifika svitmärken förekommer också i flera andra slags kortlekar, till exempel i den tyska kortleken och i tarotkortleken.
Färg (eng. flush) är även namnet på en pokerhand i vilken alla fem korten är av samma färg.